# Trugenhofen (Rennertshofen)
Trugenhofen ist ein Pfarrdorf und Ortsteil des Marktes Rennertshofen im Landkreis Neuburg-Schrobenhausen im Regierungsbezirk Oberbayern. Zur Gemarkung gehören auch noch das Kirchdorf Kienberg und die beiden Einöden Dünsberg und Störzelmühle.

## Geographie
Trugenhofen und seine Ortsteile liegen inmitten der hügeligen Landschaft der Südlichen Frankenalb. Kienberg liegt nördlich von Trugenhofen, Störzelmühle westlich und Dünsberg direkt anliegend südlich.
Durch Trugenhofen und zuvor durch Störzelmühle fließt die nordwestlich-südöstlich fließende Ussel.
Störzelmühle und Trugenhofen befinden sich an der Kreisstraße ND 20, die von der Landkreisgrenze (Gansheim) im Westen kommend weiter nach Rennertshofen führt.
Die Nachbarorte von Trugenhofen sind im Südwesten, Westen und Nordwesten die Marxheimer Ortsteile Neuhausen, Gansheim, Boschenmühle und Burgmannshofen, im Norden Ammerfeld, im Osten Rohrbach, im Südosten Gallenmühle und der Hauptort Rennertshofen und im Süden Erlbach.

## Geschichte
Bereits in der Römerzeit verlief durch Trugenhofen die Römerstraße von Stepperg nach Weißenburg, die dem Usseltal folgte.
Trugenhofen war Sitz eines Rittergeschlechts, der Herren von Trugenhofen, die Ministerialen der Grafen von Graisbach waren. Der genaue Ort des Stammsitzes ist unbekannt, entweder auf einem der beiden Schlossberge bei Trugenhofen oder auf dem Dünsberg. 1282 wurde eine Wasserburg mitten im Dorf neben der Kirche erbaut (drei Stock hoch, mit Ringmauer und Wassergraben), die damals ebenfalls neu errichtet wurde. Ende des 14. Jahrhunderts wurde Trugenhofen zur Hofmark ernannt. 1593 starb die Linie der Herren von Trugenhofen mit Ruland von und zu Trugenhofen aus.

Als weitere Eigentümer der Hofmark folgten 1594 bis 1639 die Eisack (Nachkommen einer Schwester Rulands). 1632 wurde die alte Burg von den Schweden zerstört (1860 waren die Grundmauern und der Burggraben noch zu sehen).
1639 bis 1701 waren die Berling von Bertoldsheim Hofmarkseigentümer. Hans Berling erbaute nach dem Dreißigjährigen Krieg nordwestlich der alten Burgstelle ein neues Schloss.

Folgende Familien waren Eigentümer der Hofmark: 1701 bis 1714 die Freiherren von Quentell, 1714 bis 1759 die Freiherren von Isselbach zu Bertoldsheim, 1759 bis 1783 deren Erben, 1783 bis 102 Jakob von Tautphoeus zu Schlachteck (kurpfälzischer Rat in Mannheim) und ab 1802 die Grafen Du Moulin-Eckart. Später ging das Schloss in Privatbesitz über und dient heute als Brauerei.

## Kommunale Zugehörigkeit
Mit dem ersten Gemeindeedikt von 1808 dem Steuerdistrikt Gansheim zugeordnet, wurde Trugenhofen 1818 durch das zweite Gemeindeedikt eine eigenständige Ruralgemeinde mit den Ortsteilen Dünsberg, Kienberg und Sterzelmühle. Die Gemeinde gehörte zum Landgericht Monheim und ab 1862 mit der Trennung von Verwaltung und Justiz zum Bezirksamt Donauwörth. Am 1. Januar 1880 kam Trugenhofen mit sechs weiteren Gemeinden zum schwäbischen Bezirksamt Neuburg an der Donau (beziehungsweise später Landkreis Neuburg an der Donau). Im Zuge der Gebietsreform in Bayern am 1. Juli 1972 kam die Gemeinde zum vergrößerten jetzt oberbayerischen Landkreis Neuburg an der Donau, der am 1. Mai 1973 den Namen Landkreis Neuburg-Schrobenhausen erhielt. Am 1. Januar 1978 erfolgte die Eingemeindung in den Markt Rennertshofen.

## Pfarrei
Die katholische Pfarrei Sankt Peter in Trugenhofen gehört zur Pfarreiengemeinschaft Urdonautal im Dekanat Neuburg-Schrobenhausen im Bistum Augsburg. Die Pfarrei umfasst die Altgemeinde mit ihren Ortsteilen Kienberg, Dünsberg und Störzelmühle.

Ursprünglich befand sich die Pfarrkirche angeblich auf dem Dünsberg, wurde 1282 von Marquart von Trugenhofen ins Tal auf ihren heutigen Platz versetzt und von seiner Witwe vollendet. Sankt Peter ist im Kern eine spätromanische Chorturmkirche, erbaut 1489, 1752/53 verändert und 1903 verlängert. Der Turm erhielt 1585 seinen dreigeschossigen polygonalen Oberbau.

## Baudenkmäler
Siehe: Liste der Baudenkmäler in Trugenhofen